# Associazione Calcio Trento 1921 2022-2023
Questa voce raccoglie le informazioni riguardanti l'AC Trento 1921 nelle competizioni ufficiali della stagione 2022-2023.

## Stagione
Nella stagione 2022-2023 il Trento disputa il girone A del campionato di Serie C. Con 46 punti ottiene il quattordicesimo posto finale. Inizia la stagione con il tecnico Lorenzo D'Anna, ma dopo sole sette giornate, dopo la sconfitta interna (0-2) con il Renate, la squadra gialloblù passa nelle mani di Bruno Tedino. Al termine del girone di andata il Trento con 14 punti è ancora al penultimo posto, ma il girone di ritorno è in costante crescita, e porta in dote 32 punti, che valgono una tranquilla salvezza. Nella Coppa Italia di Serie C ad ottobre il Trento esce subito di scena, sconfitto (1-0) a Mantova.

## Divise e sponsor
La divisa trentina è gialloblù, con calzoncini e calzettoni blù. Il fornitore tecnico per la stagione 2022-2023 è Macron, mentre gli sponsor di maglia sono Wolf e Trentino.

## Rosa
| N. |                    | Ruolo | Calciatore            |
| -- | ------------------ | ----- | --------------------- |
| 1  | Italia (bandiera)  | P     | Matteo Cazzaro        |
| 3  | Italia (bandiera)  | D     | Alessandro Fabbri     |
| 4  | Italia (bandiera)  | D     | Andrea Trainotti      |
| 5  | Italia (bandiera)  | D     | Filippo Damian        |
| 6  | Italia (bandiera)  | D     | Luca Ferri            |
| 7  | Italia (bandiera)  | C     | Dion Ruffo Luci       |
| 8  | Italia (bandiera)  | C     | Luca Belcastro        |
| 8  | Haiti (bandiera)   | C     | Christopher Attys     |
| 9  | Croazia (bandiera) | A     | Tomi Petrovic         |
| 9  | Italia (bandiera)  | A     | Simone Saporetti      |
| 10 | Italia (bandiera)  | A     | Cristian Pasquato     |
| 11 | Romania (bandiera) | C     | Luca Alessandro Mihai |
| 14 | Spagna (bandiera)  | D     | Pol Garcia Tena       |
| 16 | Italia (bandiera)  | C     | Andrea Cittadino      |
| 17 | Italia (bandiera)  | D     | Davide Galazzini      |
| 18 | Romania (bandiera) | C     | Sergiu Suciu          |
| 18 | Italia (bandiera)  | C     | Alessio Bertaso       |

| N. |                    | Ruolo | Calciatore             |
| -- | ------------------ | ----- | ---------------------- |
| 20 | Italia (bandiera)  | C     | Giovanni Terrani       |
| 21 | Nigeria (bandiera) | C     | Wilfred Osuji          |
| 22 | Italia (bandiera)  | P     | Michele Tommasi        |
| 23 | Italia (bandiera)  | D     | Federico Simonti       |
| 24 | Italia (bandiera)  | A     | Riccardo Bocalon       |
| 25 | Italia (bandiera)  | C     | Marco Ballarini        |
| 26 | Italia (bandiera)  | C     | Filippo Carini         |
| 27 | Italia (bandiera)  | P     | Gabriele Marchegiani   |
| 28 | Croazia (bandiera) | A     | Leon Sipos             |
| 29 | Italia (bandiera)  | D     | Alessandro Semprini    |
| 32 | Italia (bandiera)  | A     | Andrea Brighenti       |
| 33 | Italia (bandiera)  | D     | Vincenzo Garofalo      |
| 37 | Italia (bandiera)  | A     | Simone Ianesi          |
| 38 | Italia (bandiera)  | C     | Mattia Sangalli        |
| 71 | Italia (bandiera)  | D     | Alberto Barison        |
| 77 | Italia (bandiera)  | P     | Sebastiano Desplanches |
| 99 | Italia (bandiera)  | A     | Cristian Carletti      |

## Calciomercato

### Sessione estiva(dal 01/07 al 30/10)
| Acquisti | Acquisti            | Acquisti       | Acquisti   |
| R.       | Nome                | da             | Modalità   |
| -------- | ------------------- | -------------- | ---------- |
| C        | Armand Rada         | Virtus Entella | prestito   |
| P        | Alessandro Russo    | Sassuolo       | prestito   |
| C        | Tommaso Brevi       | Triestina      | prestito   |
| D        | Alessandro Semprini | Pontedera      | definitivo |
| C        | Filippo Damian      | Messina        | prestito   |
| A        | Simone Saporetti    | Ravenna        | prestito   |
| C        | Luca Mihai          | SPAL           | definitivo |
| C        | Marco Ballarini     | Udinese        | prestito   |
| A        | Leon Šipoš          | Fidelis Andria | definitivo |

| Cessioni | Cessioni          | Cessioni       | Cessioni   |
| R.       | Nome              | a              | Modalità   |
| -------- | ----------------- | -------------- | ---------- |
| A        | Samuele Vanni     | Piacenza       | definitivo |
| P        | Riccardo Pigozzo  | Arzignano      | definitivo |
| C        | Christian Scorza  | Fermana        | definitivo |
| D        | Riccardo Oddi     | Fiorenzuola    | prestito   |
| C        | Nicolas Izzillo   | Pontedera      | definitivo |
| C        | Carlo Caporali    | Sant'Angelo    | definitivo |
| A        | Matteo Chinellato | Sambenedettese | definitivo |
| C        | Gabriel Nunes     | Casertana      | definitivo |

### Sessione invernale(dal 03/01 al 31/01)
| Acquisti | Acquisti         | Acquisti  | Acquisti   |
| R.       | Nome             | da        | Modalità   |
| -------- | ---------------- | --------- | ---------- |
| D        | Alberto Barison  | Südtirol  | prestito   |
| C        | Sergiu Suciu     | Torres    | definitivo |
| A        | Tomi Petrovic    | SPAL      | prestito   |
| D        | Giovanni Vaglica | Pro Sesto | definitivo |
| P        | Seba Desplanches | Milan     | prestito   |

| Cessioni | Cessioni         | Cessioni       | Cessioni   |
| R.       | Nome             | a              | Modalità   |
| -------- | ---------------- | -------------- | ---------- |
| C        | Giovanni Terrani | Pro Patria     | definitivo |
| C        | Luca Belcastro   | Cjarlis Muzane | prestito   |
| C        | Alessio Bertaso  | Imolese        | definitivo |

## Risultati

### Serie C

#### Girone di andata
| Arbitro: | Rispoli (Locri) |

|                               |           |  |
| Iling-Junior 13’ Pecorino 51’ | Marcatori |  |

| Arbitro: | Rinaldi (Bassano del Grappa) |

|                                                               |           |                 |
| Corradini 16’ (aut.) A. Brighenti 54’ Pasquato 72’ Damian 80’ | Marcatori | 60’ Della Morte |

| Arbitro: | Cerbasi (Arezzo) |

|                               |           |                                 |
| Belcastro 37’ Saporetti 45+1’ | Marcatori | 49’ Fall 53’ Fusi 64’ Anastasia |

| Arbitro: | Gigliotti (Cosenza) |

|                             |           |             |
| Mensah 12’ De Francesco 57’ | Marcatori | 44’ Bocalon |

| Arbitro: | Centi (Terni) |

|               |           |              |
| Trainotti 58’ | Marcatori | 64’ Paganini |

| Arbitro: | Delrio (Reggio Emilia) |

|               |           |           |
| Cariolato 72’ | Marcatori | 57’ Ferri |

| Arbitro: | Vogliacco (Bari) |

|  |           |                           |
|  | Marcatori | 75’ Maistrello 86’ Ghezzi |

| Arbitro: | Gauzolino (Torino) |

|             |           |                   |
| Ndrecka 71’ | Marcatori | 7’, 26’ Belcastro |

| Arbitro: | Panettella (Gallarate) |

|                 |           |  |
| Deli 71’, 90+2’ | Marcatori |  |

| Arbitro: | Iacobellis (Pisa) |

|                                       |           |                         |
| Saporetti 12’ A. Brighenti 56’ (rig.) | Marcatori | 42’ Rossetti 52’ Persia |

| Arbitro: | Vingo (Pisa) |

|                |           |                            |
| Scapuzzi 90+5’ | Marcatori | 8’ Ballarini 43’ Saporetti |

| Arbitro: | Di Cicco (Lanciano) |

|               |           |             |
| Saporetti 19’ | Marcatori | 40’ Capelli |

| Arbitro: | Grasso (Ariano Irpino) |

|                         |           |                    |
| Bariti 16’ Andreoli 74’ | Marcatori | 34’ (rig.) Bocalon |

| Arbitro: | Di Reda (Molfetta) |

|  |           |                         |
|  | Marcatori | 24’ Amadio 70’ J. Gómez |

| Arbitro: | Lovison (Padova) |

|             |           |  |
| Zennaro 73’ | Marcatori |  |

| Arbitro: | Petrella (Viterbo) |

|  |           |              |
|  | Marcatori | 54’ Oviszach |

| Arbitro: | Leone (Barletta) |

|                       |           |                 |
| Vasić 29’ Liguori 89’ | Marcatori | 90+3’ Saporetti |

| Arbitro: | Luongo (Napoli) |

|  |           |             |
|  | Marcatori | 64’ Manconi |

| Arbitro: | Mirabella (Napoli) |

|               |           |                |
| Mărginean 79’ | Marcatori | 90+3’ Pasquato |

#### Girone di ritorno
| Arbitro: | Baratta (Rossano) |

|                           |           |              |
| Damian 25’ Pasquato 90+4’ | Marcatori | 75’ Iocolano |

| Arbitro: | Iannello (Messina) |

|          |           |                          |
| Comi 48’ | Marcatori | 13’ Bocalon 75’ Pasquato |

| Arbitro: | Renzi (Pesaro) |

|  |           |                         |
|  | Marcatori | 59’ Carletti 70’ Fabbri |

| Arbitro: | Gangi (Enna) |

|            |           |  |
| Damian 51’ | Marcatori |  |

| Arbitro: | Carrione (Torre Annunziata) |

|  |           |                             |
|  | Marcatori | 32’ Pol Garcia 90’ Sangalli |

| Arbitro: | Ramondino (Palermo) |

|              |           |              |
| Petrovic 43’ | Marcatori | 45+1’ Parigi |

| Arbitro: | Mucera (Palermo) |

|  |           |                        |
|  | Marcatori | 52’ Garofalo 90’ Šipoš |

| Trento 12 febbraio 2023, ore CET 27ª giornata | Trento           | 0 – 0 referto | Pro Patria | Stadio Briamasco\| Arbitro: \| Zanotti (Rimini) \| |
| Arbitro:                                      | Zanotti (Rimini) |               |            |                                                    |

| Arbitro: | Bonacina (Bergamo) |

|  |           |                             |
|  | Marcatori | 34’ Candellone 53’ Dubickas |

| Arbitro: | Pirrotta (Barcellona Pozzo di Gotto) |

|  |           |                                    |
|  | Marcatori | 14’ Attys 59’ (rig.), 78’ Petrovic |

| Arbitro: | Grasso (Ariano Irpino) |

|                         |           |  |
| Ballarini 10’ Attys 26’ | Marcatori |  |

| Arbitro: | Ubaldi (Roma) |

|            |           |              |
| Vaglica 8’ | Marcatori | 86’ Pasquato |

| Arbitro: | E. Longo (Cuneo) |

|  |           |               |
|  | Marcatori | 84’ Piccinini |

| Arbitro: | Giaquinto (Parma) |

|               |           |  |
| Casarotto 77’ | Marcatori |  |

| Trento 26 marzo 2023, ore CEST 34ª giornata | Trento         | 0 – 0 referto | Feralpisalò | Stadio Briamasco (1.200 spett.)\| Arbitro: \| Saia (Palermo) \| |
| Arbitro:                                    | Saia (Palermo) |               |             |                                                                 |

| Arbitro: | Caldera (Como) |

|                        |           |  |
| Begić 22’ Dalmonte 63’ | Marcatori |  |

| Arbitro: | Restaldo (Ivrea) |

|  |           |           |
|  | Marcatori | 47’ Vasić |

| Arbitro: | Madonia (Palermo) |

|             |           |                    |
| Petrovic 1’ | Marcatori | 26’ (rig.) Manconi |

| Arbitro: | Vergaro (Bari) |

|                        |           |                 |
| Attys 22’ Pasquato 24’ | Marcatori | 44’ P. González |

### Coppa Italia Serie C

#### Turni eliminatori
| Arbitro: | Gandino (Alessandria) |

|            |           |  |
| Yeboah 84’ | Marcatori |  |

## Statistiche

### Statistiche di squadra
Statistiche aggiornate al 23 aprile 2023.
| Competizione         | Punti | In casa | In casa | In casa | In casa | In casa | In casa | In trasferta | In trasferta | In trasferta | In trasferta | In trasferta | In trasferta | Totale | Totale | Totale | Totale | Totale | Totale | DR |
| Competizione         | Punti | G       | V       | N       | P       | Gf      | Gs      | G            | V            | N            | P            | Gf           | Gs           | G      | V      | N      | P      | Gf     | Gs     | DR |
| -------------------- | ----- | ------- | ------- | ------- | ------- | ------- | ------- | ------------ | ------------ | ------------ | ------------ | ------------ | ------------ | ------ | ------ | ------ | ------ | ------ | ------ | -- |
| Serie C              | 46    | 19      | 5       | 6       | 8       | 18      | 21      | 19           | 7            | 4            | 8            | 22           | 21           | 38     | 12     | 10     | 16     | 40     | 42     | -2 |
| Coppa Italia Serie C | -     | 0       | 0       | 0       | 0       | 0       | 0       | 1            | 0            | 0            | 1            | 0            | 1            | 1      | 0      | 0      | 1      | 0      | 1      | -1 |
| Totale               | 46    | 19      | 5       | 6       | 8       | 18      | 21      | 20           | 7            | 4            | 9            | 22           | 22           | 39     | 12     | 10     | 17     | 40     | 43     | -3 |

### Andamento in campionato
| Giornata  | 1  | 2 | 3  | 4  | 5  | 6  | 7  | 8  | 9  | 10 | 11 | 12 | 13 | 14 | 15 | 16 | 17 | 18 | 19 | 20 | 21 | 22 | 23 | 24 | 25 | 26 | 27 | 28 | 29 | 30 | 31 | 32 | 33 | 34 | 35 | 36 | 37 | 38 |
| --------- | -- | - | -- | -- | -- | -- | -- | -- | -- | -- | -- | -- | -- | -- | -- | -- | -- | -- | -- | -- | -- | -- | -- | -- | -- | -- | -- | -- | -- | -- | -- | -- | -- | -- | -- | -- | -- | -- |
| Luogo     | T  | C | C  | T  | C  | T  | C  | T  | T  | C  | T  | C  | T  | C  | T  | C  | T  | C  | T  | C  | T  | T  | C  | T  | C  | T  | C  | C  | T  | C  | T  | C  | T  | C  | T  | C  | T  | C  |
| Risultato | P  | V | P  | P  | N  | N  | P  | V  | P  | N  | V  | N  | P  | P  | P  | P  | P  | P  | N  | V  | V  | V  | V  | V  | N  | V  | N  | P  | V  | V  | N  | P  | P  | N  | P  | P  | N  | V  |
| Posizione | 19 | 8 | 14 | 15 | 13 | 13 | 17 | 15 | 16 | 17 | 16 | 16 | 17 | 17 | 18 | 18 | 18 | 18 | 19 | 18 | 18 | 18 | 15 | 15 | 14 | 14 | 14 | 14 | 12 | 10 | 13 | 14 | 14 | 14 | 14 | 15 | 16 | 14 |

Legenda:

Luogo: C = Casa; T = Trasferta. Risultato: V = Vittoria; N = Pareggio; P = Sconfitta.